# Oxyecous magnus
Oxyecous magnus är en insektsart som beskrevs av David R. Ragge 1956. Oxyecous magnus ingår i släktet Oxyecous och familjen vårtbitare. Inga underarter finns listade i Catalogue of Life.